# Bulletstorm
 (avril 2020).
Si vous disposez d'ouvrages ou d'articles de référence ou si vous connaissez des sites web de qualité traitant du thème abordé ici, merci de compléter l'article en donnant les références utiles à sa vérifiabilité et en les liant à la section « Notes et références ».
Bulletstorm est un jeu de tir à la première personne développé par People Can Fly et Epic Games et édité par Electronic Arts. Il est sorti durant le mois de février 2011 sur PlayStation 3, Xbox 360 et Microsoft Windows.
Bulletstorm: Full Clip Edition est l'édition remastérisée du jeu. Elle propose des graphismes améliorés, du contenu additionnel et le personnage de Duke Nukem en guest star. Elle est sortie en avril 2017 sur Microsoft Windows, PlayStation 4, Xbox One et Nintendo Switch.

## Synopsis
Bulletstorm suit les aventures de Grayson Hunt, que l’on appelle la plupart du temps simplement Gray. Il fit autrefois partie, avec ses coéquipiers Ishi Sato, Rell Julian et Whit Oliver (« Doc »), de l'unité Dead Echo, une escouade d’élite à la solde d’un général de la Confédération nommée Victor Sarrano. Dead Echo effectuait des assassinats de supposés criminels, cependant, ils découvrirent, lors de l’assassinat d’un dénommé Bryce Novak, que celui–ci était en fait un simple reporter ; il venait de finir un article sur la corruption de Sarrano et détenait des preuves incriminantes sur Dead Echo. En fait, Sarrano les utilisait à des fins personnelles pour éliminer ses ennemis politiques ainsi que les témoins gênants qui étaient, en fin de compte, des citoyens innocents.
Fou de rage, Gray se rebella contre Sarrano, entraînant avec lui l’équipe Dead Echo dans sa quête de vengeance et de rédemption.
Quelques années plus tard, devenus pirates de l’espace et attaquant des vaisseaux de la Confédération, Gray et compagnie entre en contact avec le cuirassé Ulysses, le vaisseau amiral du général Sarrano. Prenant une décision impulsive influencée par son état d’ébriété avancé, Gray décide d’attaquer l’Ulysses malgré l’inégalité flagrante des forces. Malgré tout, ils réussissent à fortement endommager l’Ulysses en se propulsant à toute vitesse droit sur lui. Par la suite, les deux vaisseaux s’écrasent sur la planète Stygia non loin de là, un ancien centre de villégiature.
L'affrontement a gravement blessé Ishi, Gray et Rell partent à la recherche d’une pile afin que le Doc puisse lui sauver la vie. Ils trouvent ladite pile et la ramènent au vaisseau, mais les habitants de la planète, d’une extrême agressivité, tuent Rell et le Doc durant le processus qui fait d’Ishi un cyborg. Étant maintenant pratiquement seuls contre tous, Gray et Ishi tenteront le tout pour le tout afin de quitter la planète, même si cela nécessite de travailler avec leur pire ennemi, le général Sarrano.